# 沙斯莱 (伊泽尔省)
沙斯莱（法語：Chasselay，法語發音：[ʃaslɛ] ⓘ）是法国伊泽尔省的一个市镇，属于格勒诺布尔区。

## 地理
沙斯莱（45°15'21"N, 5°20'19"E）面积9.45 平方千米，位于法国奥弗涅-罗讷-阿尔卑斯大区伊泽尔省，该省份为法国东南部内陆省份，北起顺时针与安省、萨瓦省、上阿尔卑斯省、德龙省、阿尔代什省、卢瓦尔省和罗讷省。
与沙斯莱接壤的市镇（或旧市镇、城区）包括：瓦拉雪、布里永、塞尔-内尔波勒、鲁瓦邦。

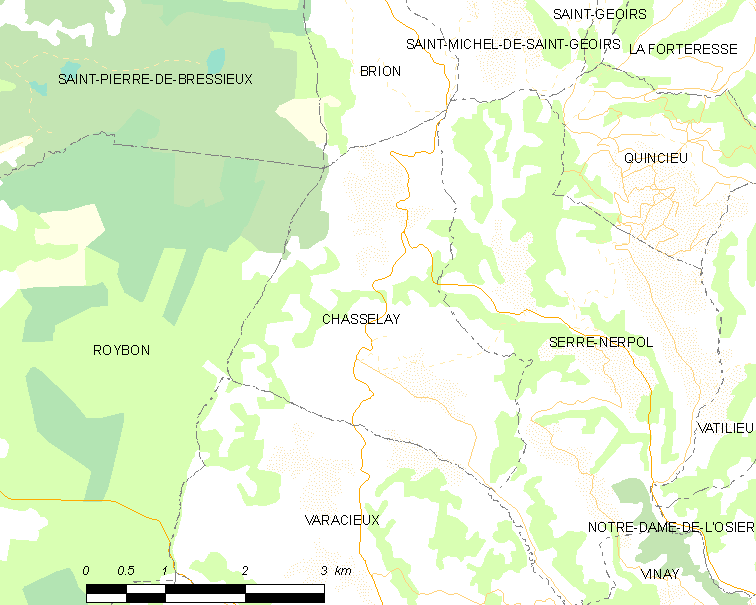
的OSM定位图

沙斯莱的时区为UTC+01:00、UTC+02:00（夏令时）。

## 行政
沙斯莱的邮政编码为38470，INSEE市镇编码为38086。

## 政治
沙斯莱所属的省级选区为南格雷西沃当县。

## 人口

1962-2008年间人口变化图示

沙斯莱于2022年1月1日时的人口数量为429人。